# 60-фунтовые пушки конструкции Н. В. Маиевского образца 1857 года
60-фунтовые пушки конструкции Н. В. Маиевского образца 1857 года — чугунные дульнозарядные пушки калибра 196-мм, принятые на вооружение в Российской империи в 1857 году. Ими вооружались крепости береговой обороны — взамен 3-х пудовых бомбовых пушек. Данные пушки стали одними из последних орудий эпохи дульнозарядной крепостной артиллерии. Уже с 1871 года они стали заменяться на более современные образцы — нарезные орудия, заряжавшиеся с казённой части.

## История
В период Крымской войны стало ясно, что отечественная крепостная артиллерия имеет серьёзное техническое отставание в образцах дальнобойной артиллерии. Чтобы ликвидировать это отставание выпускнику физико-математического отделения Московского университета штабс-капитану Николаю Владимировичу Маиевскому и поручили разработку новых дальнобойных орудий.
Ещё в 1851 году капитан Н. В. Маиевский вывел закон «О давлении пороховых газов на стены орудия и приложение результатов опытов к определению толщины стен орудий». К 1856 году Н. В. Маиевский основываясь на своём законе создал «оригинальный способ определения давления пороховых газов в различных сечениях канала ствола». Совместно с инженером артиллерии А. В. Гадолином рассчитал толщину стенок ствола нового орудия. Основываясь на полученных результатах в этом же году он разработал чертёж 60-фунтовой гладкоствольной дульнозарядной пушки. В этом же 1856 году были отлиты два опытных 60-фунтовых орудия на Олонецком Александровском пушечно-литейном заводе. И в этом же году на полигоне Волково поле под Санкт-Петербургом состоялись сравнительные стрельбы 60-фунтовых пушек штабс-капитана Н. В. Маиевского и генерал-майора Н. А. Баумгарта. На испытаниях пушка Н. В. Маиевского выдержала 1000 выстрелов при усиленном заряде в 7,4 кг чёрного артиллерийского пороха, и была оценена как самая мощная отечественная артиллерийская система своего времени.
В 1857 году пушка конструкции Н. В. Маиевского была принята на вооружение под обозначением «60-фунтовая пушка образца 1857 года». Попытки флота установить пушки Н. В. Маиевского на боевые корабли не увенчались успехом из-за их веса и морального устаревания.

## Производство
Стволы 60-фунтовых пушек конструкции Н. В. Маиевского в России серийно смогли отливать лишь на Каменском казённом чугунолитейном заводе (ККЧЗ). Хоть военное ведомство всячески способствовало производству данных пушек в России, но другие литейные предприятия не могли приступить к отливке, так как они во-первых были загружены другими заказами, а во-вторых переход на новое производство требовал значительного технического перевооружения производственных мощностей. В результате, также отливка пушек конструкции Н. В. Маиевского была развёрнута в Швеции на заводе «Финспонг» (швед. Finspång). Отливка на Каменском казённом чугунолитейном заводе продолжалась минимум до 1865 года.

## Сравнительные тактико-технические данные
| Сравнительная таблица 60-фунтовых пушек          | Сравнительная таблица 60-фунтовых пушек | Сравнительная таблица 60-фунтовых пушек | Сравнительная таблица 60-фунтовых пушек | Сравнительная таблица 60-фунтовых пушек | Сравнительная таблица 60-фунтовых пушек |
| Показатель                                       | Конструкции Н. А. Баумгарта образца 1855 года | Конструкции Н. А. Баумгарта образца 1855 года | Конструкции Д. Дальгрена образца 1855 года | Конструкции Д. Дальгрена образца 1855 года | Конструкции Н. В. Маиевского образца 1857 года |
| Показатель                                       | № 1 | № 2 | № 1 | № 2 | Конструкции Н. В. Маиевского образца 1857 года |
| ------------------------------------------------ | --- | --- | --- | --- | --- |
| Год начала серийного производства                | 1855 | 1855 | 1855 | 1855 | 1857 |
| Калибр                                           | 7,7 дюйма / 196-мм (195,6-мм) | 7,7 дюйма / 196-мм (195,6-мм) | 7,7 дюйма / 196-мм (195,6-мм) | 7,7 дюйма / 196-мм (195,6-мм) | 7,7 дюйма / 196-мм (195,6-мм) |
| Длина канала с полушарным дном, мм               | 2928 (14,9 клб) | 2583 (13,2 клб) | 2934 (15 клб) | 2583 (13,2 клб) | 2965 (15,1 клб) |
| Длина ствола без винграда и торели               | 3129 (15,9 клб) | | | | |
| Длина ствола с торелью и винградом, мм           | 3452 (17,6 клб) | 3019 (15,4 клб) | 3421 (17,4 клб) | 3020 (15,4 клб) | 3474 (17,8 клб) |
| Длина винграда и торели, мм                      | 368 | 354 | 559 | 518 | 325 |
| Длина торели, мм                                 | 127 | 138 | 330 | 290 | |
| Вес ствола, кг                                   | 4914 | 3210 | 5012 | 3382 | 6257 |
| Перевес казённой части, кг                       | 352 | 246 | 360 | 17 | 328 |
| Угол возвышения                                  | | | | | 22° (на береговом лафете Андреева) |
| Расчёт орудия, человек                           | 19 | 19 | 19 | 19 | |
| Боеприпасы                                       | | | | | |
| Штатный заряд чёрного артиллерийского пороха, кг | 6,56 | | 6,5 | | 6,1 |
| Ядро чугунное, кг                                | 26,2 / 25,8 | 26,2 / 25,8 | 26,2 / 25,8 | 26,2 / 25,8 | 25,8 |
| Бомба чугунная, кг                               | 18,16 (заряд 1,229 кг пороха) / 18,7 (заряд 0,82 кг вв) | 18,16 (заряд 1,229 кг пороха) / 18,7 (заряд 0,82 кг вв) | 18,16 (заряд 1,229 кг пороха) / 18,7 (заряд 0,82 кг вв) | 18,16 (заряд 1,229 кг пороха) / 18,7 (заряд 0,82 кг вв) | 18,16 (заряд 1,229 кг пороха) / 18,7 (заряд 0,82 кг вв) |
| Ядро стальное, кг                                | 30,3 | 30,3 | 30,3 | 30,3 | 30,3 |
| Картечь дальняя, кг                              | 26,41 (60 ядер) / 27,94 (9 пуль диаметром 80,6 мм, длиной 229 мм в железных кругах, каждая весила 1,98 кг.)                                                                 | 26,41 (60 ядер) / 27,94 (9 пуль диаметром 80,6 мм, длиной 229 мм в железных кругах, каждая весила 1,98 кг.)                                                                 | 26,41 (60 ядер) / 27,94 (9 пуль диаметром 80,6 мм, длиной 229 мм в железных кругах, каждая весила 1,98 кг.)                                                                 | 26,41 (60 ядер) / 27,94 (9 пуль диаметром 80,6 мм, длиной 229 мм в железных кругах, каждая весила 1,98 кг.)                                                                 | 26,41 (60 ядер) / 27,94 (9 пуль диаметром 80,6 мм, длиной 229 мм в железных кругах, каждая весила 1,98 кг.)                                                                 |
| Картечь ближняя, кг                              | 24,57 (в железном корпусе диаметром 190,5 мм, длиной 214,6 мм находилось: 4 пули диаметром 46 мм, каждая весила 375 гр, и 108 пуль диаметром 36,6 мм, каждая весила 183 гр) | 24,57 (в железном корпусе диаметром 190,5 мм, длиной 214,6 мм находилось: 4 пули диаметром 46 мм, каждая весила 375 гр, и 108 пуль диаметром 36,6 мм, каждая весила 183 гр) | 24,57 (в железном корпусе диаметром 190,5 мм, длиной 214,6 мм находилось: 4 пули диаметром 46 мм, каждая весила 375 гр, и 108 пуль диаметром 36,6 мм, каждая весила 183 гр) | 24,57 (в железном корпусе диаметром 190,5 мм, длиной 214,6 мм находилось: 4 пули диаметром 46 мм, каждая весила 375 гр, и 108 пуль диаметром 36,6 мм, каждая весила 183 гр) | 24,57 (в железном корпусе диаметром 190,5 мм, длиной 214,6 мм находилось: 4 пули диаметром 46 мм, каждая весила 375 гр, и 108 пуль диаметром 36,6 мм, каждая весила 183 гр) |
| Дальность стрельбы, км                           | 3,5 (ч. ядро), 3,1 (бомба), до 0,6 (картечь) | | | | 4,27 (ч. ядро), 5,32 (бомба), до 0,7 (картечь) |
| Начальная скорость, м/с                          | | | | | 470 (ч. ядро), 540 (бомба) |
| Живучесть ствола, выстрелов                      | 546 | | | | > 1000 |

## Использование
- форты Санкт-Петербурга (завод Финспонг / ККЧЗ)
- батареи Кронштадта (завод Финспонг)
- батареи Свеаборга (завод Финспонг)
- батареи Херсона (ККЧЗ)
- батареи Севастополя (ККЧЗ)
- Керченская крепость на мысе Ак-Бурун (ККЧЗ)

## Сохранившиеся экземпляры
- Две 60-фунтовые пушки конструкции Н. В. Маиевского образца 1857 года использованы в качестве элементов памятника, установленного в 1991 году в честь 270-летия основания Сестрорецкого оружейного завода. Эскизный проект выполнил художник завода Махов Владислав Валентинович. Рабочие чертежи памятника рассчитал инженер-строитель Пряслов Николай Викторович. Все работы по сооружению памятника выполнили службы завода. Пушки и якорь были взяты на фортах Кронштадта, подлежащих к сносу для строительства КЗС (дамбы), и доставлены в Сестрорецк на судне завода. Пушечные лафеты изготовлены в 3-м цеху, мемориальную табличку сделали во 2-м цеху, реставрацией якоря занимались работники 3-го и 19-го цеха[5]. На одной из пушек на левой цапфе есть клеймо — «№ 89» и «Каменской заводъ», на правой цапфе год изготовления – 1865 и вес 387 пудов, на торельной части «СА» (сухопутная артиллерия) и клеймо Управителя Каменского завода — «Капитан Вейценбрейеръ». Другая пушка шведского производства[6].

- В экспозиции Военно-исторического музея артиллерии, инженерных войск и войск связи в Санкт-Петербурге представлена 60-фунтовая пушка конструкции Н. В. Маиевского, изготовленная на  заводе в шведском городе Финспонг, на береговом лафете казематной системы конструкции генерал-майора Адреева образца 1863 года.
- Ещё одна 60-фунтовая пушка конструкции Н. В. Маиевского находится перед входом в Музей отечественной военной истории, д. Падиково, Московская область. На пушке стоят клейма: на левой цапфе — «Каменской заводъ», на правой цапфе — «1865 год» и «387 пудов». На торельной части «СА» и «Капитан Вейценбрейеръ»[6].